# La Complainte des filles de joie
La Complainte des filles de joie est une chanson de l'auteur-compositeur-interprète français Georges Brassens. Elle figure sur son album Le temps ne fait rien à l'affaire sorti en 1961.

## Composition et paroles
La chanson aborde le thème de la prostitution. Elle se place du point de vue des prostituées, en évoquant les désagréments de cette activité (mépris du public, persécutions policières, fatigue et problèmes de pieds, saleté ou laideur des clients, solitude), et conclut que ces femmes méprisées ne sont pas différentes des autres et méritent la compassion et le respect.

## Discographie liée à cette chanson
- Octobre 1962 : 45 tours EP Philips, 16e série (432.815 BE)[1].

– Face 1 : La Complainte des filles de joie – La Fille à cent sous.
– Face 2 : Tonton Nestor (La Noce de Jeannette) – Le Temps passé.

## Accueil
Le 16 juin 1976, Georges Brassens reçoit le soutien du collectif des prostituées de Paris, via une lettre le remerciant pour « ses chansons qui nous aident à vivre »,.
Joël Favreau, guitariste accompagnateur de Brassens à partir de 1972, relate cet évènement dans son livre Quelques notes avec Brassens. Après un concert à Roubaix, Brassens a eu le droit à une ovation à la sortie de la salle de concert par le collectif de prostituées en question. Elles auraient été plusieurs dizaines à l'avoir longtemps attendu à la sortie pour l'ovationner, toutes habillées « en tenue de travail ».
Un autre soir, c'était à Roubaix [...]. Peu après la sortie sur disque de La complainte des filles de joie, un collectif de prostituées lui avait envoyé une lettre de remerciements pour la compassion qu'il avait manifestée à leur égard. Ce soir-là, nous sortions de la salle de concert, Brassens en tête, et soudain une véritable ovation l'a accueilli. Des dizaines de ces dames l'attendaient depuis longtemps pour l'applaudir. Elles étaient venues en tenue de travail [...] pour qu'il sache bien de qui venaient les acclamations. Bien sûr, il n'en a rien laissé paraître, mais je suis certain qu'il a été aussi ému que nous.

## Reprises
La chanson a été reprise par :
- Barbara en 1969 ;
- Renaud, dans l'album Renaud chante Brassens sorti en 1996 ;
- Emily Loizeau, dans la version collector de son album L'Autre Bout du monde sorti en 2007 ;
- Juliette, dans les albums hommage Les Oiseaux de passage (2001) et Putain de toi (2006) ;
- Josiane Balasko, dans les albums hommage Chantons Brassens (1992) et Ils chantent Brassens (1996).